# Ioulia Peressild
Ioulia Sergueïevna Peressild (en russe : Юлия Сергеевна Пересильд), (en anglais: Julia Peresild), est une actrice russe de cinéma. 

C'est la première actrice professionnelle au monde à jouer plusieurs scènes d'un film de fiction tournées dans l'espace, à bord de la station spatiale internationale en octobre 2021.

Elle est apparue dans plus de 30 films, depuis 2003.

Elle est Artiste émérite de la fédération de Russie depuis 2018.

## Biographie
Ioulia Peressild est née le 5 septembre 1984 à Pskov.

Son père peignait des icônes, et sa mère travaillait à l'école maternelle.
 
Le nom de famille Peressild est Estonien, et lui vient de sa branche paternelle.
Ses grands-parents estoniens ont été déportés dans les années 1940 d'Estonie en URSS.

Quand Ioulia avait 11 ans, son père est mort. Elle a été élevée par son beau-père.

Elle étudie à l'école N°24 à Pskov, et après avoir obtenu son diplôme d'études secondaires, elle rejoint la faculté de philologie russe de l'Institut pédagogique de Pskov, où elle ne restera qu'un an, avant de partir à Moscou.

En 2006, elle sort diplômée de l'Académie russe des arts du théâtre.

Depuis 2007, elle est l'une des actrices de premier plan au Théâtre des Nations.
Elle participe avec le rôle principal au film du réalisateur Klim Chipenko tourné en partie dans la station spatiale internationale, Le Défi, dont le tournage a commencé avec le lancement de Soyouz MS-19 le 5 octobre 2021. 

Elle fait partie de l'équipage de Soyouz MS-19 pour rejoindre la station.

Elle revient sur Terre à bord de Soyouz MS-18 le 17 octobre 2021.

## Vie privée
Célibataire. 

Elle donne naissance à deux filles: Anna (née en 2009) et Maria (née en 2013), dont le père est le cinéaste russe Alexei Outchitel,,.

Anna est devenue actrice également.  Elle a acquis une grande renommée principalement en raison du rôle d'Aïgul qu'elle a joué dans la série télévisée "La parole du garçon. Du sang sur l'asphalte " (2023).
En 2022, l'actrice annonce qu'elle vit avec l'acteur Mikhaïl Troïnik.

Activités caritatives: Elle est parmi les membres fondateurs de la Fondation caritative non gouvernementale «Galchonok», qui aide les enfants atteints de lésions organiques du système nerveux central<.

## Carrière
Ioulia Peressild commence sa carrière au cinéma en 2003, dans la série télévisée «Le lotissement», réalisée par Alexander Baranov, avec le rôle de Natasha Kublakova.
Son premier grand rôle au cinéma est celui d'Olia Rodyashina dans le film «La fiancée» (2006), du réalisateur Elyer Ishmukhamedov.
En 2010, elle joue le rôle de Sophia dans le drame réalisé par Alexei Outchitel «L'affrontement», autre grand rôle dans sa biographie cinématographique.

En 2011, elle est lauréate du prix du film russe Aigles d'or dans la catégorie «Meilleur second rôle féminin» pour ce rôle de Sophia.
En 2015, elle interprète le rôle de Lioudmila Pavlitchenko, dans le film «Résistance », qui raconte les faits d'armes de cette femme tireuse d'élite pendant le siège de Sébastopol en 1941-42. 

Lors de la cérémonie des Aigles d'or 2016, elle remporte le prix de la "Meilleure actrice" pour son interprétation.
Au théâtre, depuis 2007, en tant qu'actrice invitée, elle participe aux représentations du Théâtre des Nations.
Elle collabore aussi avec le théâtre de Moscou «l'École de la pièce moderne», le Théâtre dramatique de Moscou sur Malaya Bronnaya, ainsi qu'avec la compagnie de Théâtre Evgeny Mironov.
Le 15 mars 2013, Ioulia Peressild a reçu le prix du Président de la Fédération de Russie pour les jeunes personnalités culturelles de l'année 2012, «pour sa contribution au développement de l'art théâtral et cinématographique National». Lors de la remise de laquelle le 25 mars 2013, le président de la Fédération de Russie Vladimir Poutine a déclaré: «Ioulia Peressild a un talent d'acteur brillant, digne continuateur des traditions du théâtre psychologique russe. Elle associe son art rempli de spiritualité et d'ouverture sincère, à un sens de la responsabilité envers l'art et le public.»

## Vol spatial
En mai 2021, la candidature de Ioulia Peressild a été approuvée par Roscosmos pour participer à un vol spatial vers la station spatiale internationale (ISS), dans le but de filmer le long métrage «Le défi».
À la fin de mai 2021, l'actrice et le cinéaste Klim Shipenko ont commencé à s'entraîner: essais sur centrifugeuse, vols d'essai et d'entraînement en apesanteur, formation en parachute.
Le 5 octobre 2021 à 11:55 heure de Moscou, le réalisateur et l'actrice ont décollé du cosmodrome de Baïkonour, sur le vaisseau Soyouz MS-19 (commandant du vaisseau — pilote-cosmonaute Anton Shkaplerov), et se sont amarrés à l'ISS à 15:22.
Julia peresild et Klim Shipenko ont passé 12 jours à bord de l'ISS.
Le vol de deux personnes a coûté 100 millions de dollars, soit plus de 7 milliards de roubles au moment de la mise en œuvre, qui ont été couverts par le budget de la Fédération de Russie,.
En avril 2023, la guilde des acteurs du cinéma de Russie a proposé d'attribuer à Ioulia Peressild le titre de Héros de la Fédération de Russie; l'astronaute professionnelle Elena Serova a réagi négativement à cette idée, affirmant que l'attribution du titre «déprécierait l'exploit des vrais cosmonautes». Peresild elle-même a déclaré qu'elle ne prétendait à aucun titre.

## Filmographie sélective
| Année | Film                              | Rôle                                                    | Note            |
| ----- | --------------------------------- | ------------------------------------------------------- | --------------- |
| 2003  | Le lotissement (ru)               | Natacha Koublakova                                      | Série télévisée |
| 2005  | The Princess and the Pauper       | Ksenia Prokhorova                                       | Série télévisée |
| 2005  | Essénine (ru)                     | Katia Essénina, sœur de Sergueï Essénine                | Série télévisée |
| 2006  | La fiancée                        | Olia Rodiachina                                         |                 |
| 2006  | Cannon                            | Oksana, she Viti Chtorma                                | Série télévisée |
| 2006  | Enchanted land (ru)               | Natacha Koublakova                                      | Série télévisée |
| 2007  | Limit desires                     | Nadia                                                   | Série télévisée |
| 2007  | Paoutina (ru)                     | Dacha Averina                                           | Série télévisée |
| 2007  | On the way to the heart           |                                                         | Série télévisée |
| 2007  | Saboteur 2: End of war (ru)       | Svetik                                                  | Série télévisée |
| 2008  | I will be back                    | Vera Mikhaïlovitch                                      | Série télévisée |
| 2008  | Captive                           | Nastia                                                  |                 |
| 2008  | Once Upon a Time in the Provinces | Anastasiya Vladimirovna Zvonnikova                      |                 |
| 2008  | Fortress                          | Gala                                                    |                 |
| 2008  | The Abduction                     | Ielena                                                  |                 |
| 2008  | Virtual Alice                     | Anna                                                    |                 |
| 2009  | Short circuit                     | Ira                                                     |                 |
| 2010  | L'Affrontement                    | Sofia                                                   |                 |
| 2010  | Decoy                             | Vera Pozdniakova                                        |                 |
| 2011  | Five brides                       | Katia et Assia, sœurs jumelles                          |                 |
| 2011  | Deli Case number 1                | Macha Skatchko                                          | Série télévisée |
| 2011  | Winter Tango                      | Ioulia                                                  | Télévision      |
| 2011  | Summer Volkov                     | Tossia                                                  | Mini-série      |
| 2012  | Sonnentau                         | Pita Pomialovskaïa, journalist                          | Série télévisée |
| 2012  | Santa Lucia                       | Vika Saïkina                                            | Série télévisée |
| 2012  | Dans la brume                     | Anelia                                                  |                 |
| 2012  | Marathon                          |                                                         |                 |
| 2013  | What are silent girl              | Ioulia                                                  |                 |
| 2013  | Paradjanov                        | Svetlana Chtcherbatiouk, la femme de Sergueï Paradjanov |                 |
| 2013  | Week-end                          | Inga, secretary                                         |                 |
| 2014  | The Executioner                   | Nina                                                    | Série télévisée |
| 2014  | The hunt for crocodiles           |                                                         |                 |
| 2015  | Résistance                        | Lioudmila Pavlitchenko                                  |                 |
| 2015  | Adult daughter                    | Albina Kolganova                                        | Série télévisée |
| 2015  | Mysterious Passion                | Ralissa                                                 | Série télévisée |
| 2016  | The Heritage of Love              | Macha Koulikova                                         |                 |
| 2016  | Je suis un professeur             |                                                         |                 |
| 2018  | Le Brouillon (Черновик)           | Rose White                                              |                 |
| 2019  | Esau (Эсав)                       | Sarah                                                   |                 |
| 2021  | Moloko (Молоко)                   | Zoia                                                    |                 |
| 2021  | Sheena 667 (Sheena 667)           | Olga                                                    |                 |
| 2023  | Les Impératrices                  | Elisabeth Ire                                           |                 |
| 2023  | Cyberpapa                         | Marina                                                  |                 |
| 2024  | Le dernier héros - L'héritage     | Baba Yaga                                               |                 |
| 2024  | Les Musiciens de Brême            | La mère du Troubadour                                   |                 |

## Distinctions
- 2018 - Artiste émérite de la fédération de Russie - "pour sa grande contribution au développement de la culture et de l'art nationaux, et ses nombreuses années d'activité fructueuse"[21].

### Récompenses
- 2011 - Lauréate du prix du film russe «Aigles d'or» dans la catégorie «Meilleur second rôle féminin» - pour le rôle de Sophia dans le film «Edge» réalisé par Alexei Outchitel[13].
- 2013 - Prix du Président de la Fédération de Russie pour les jeunes personnalités culturelles de l'année 2012 [22]
- 2016 - 14e cérémonie des Aigles d'or : "Meilleure actrice" pour Résistance.